# Afrotrichloris
Afrotrichloris – rodzaj roślin z rodziny wiechlinowatych (Poaceae). Obejmuje dwa gatunki występujące w Somalii.

## Systematyka
Pozycja według APweb (aktualizowany system APG III z 2009)
Rodzaj z podrodziny Chloridoideae z rodziny wiechlinowatych (Poaceae) w obrębie jednoliściennych.
Wykaz gatunków
- Afrotrichloris hyaloptera Clayton
- Afrotrichloris martinii Chiov.